# Rehlingen-Siersburg

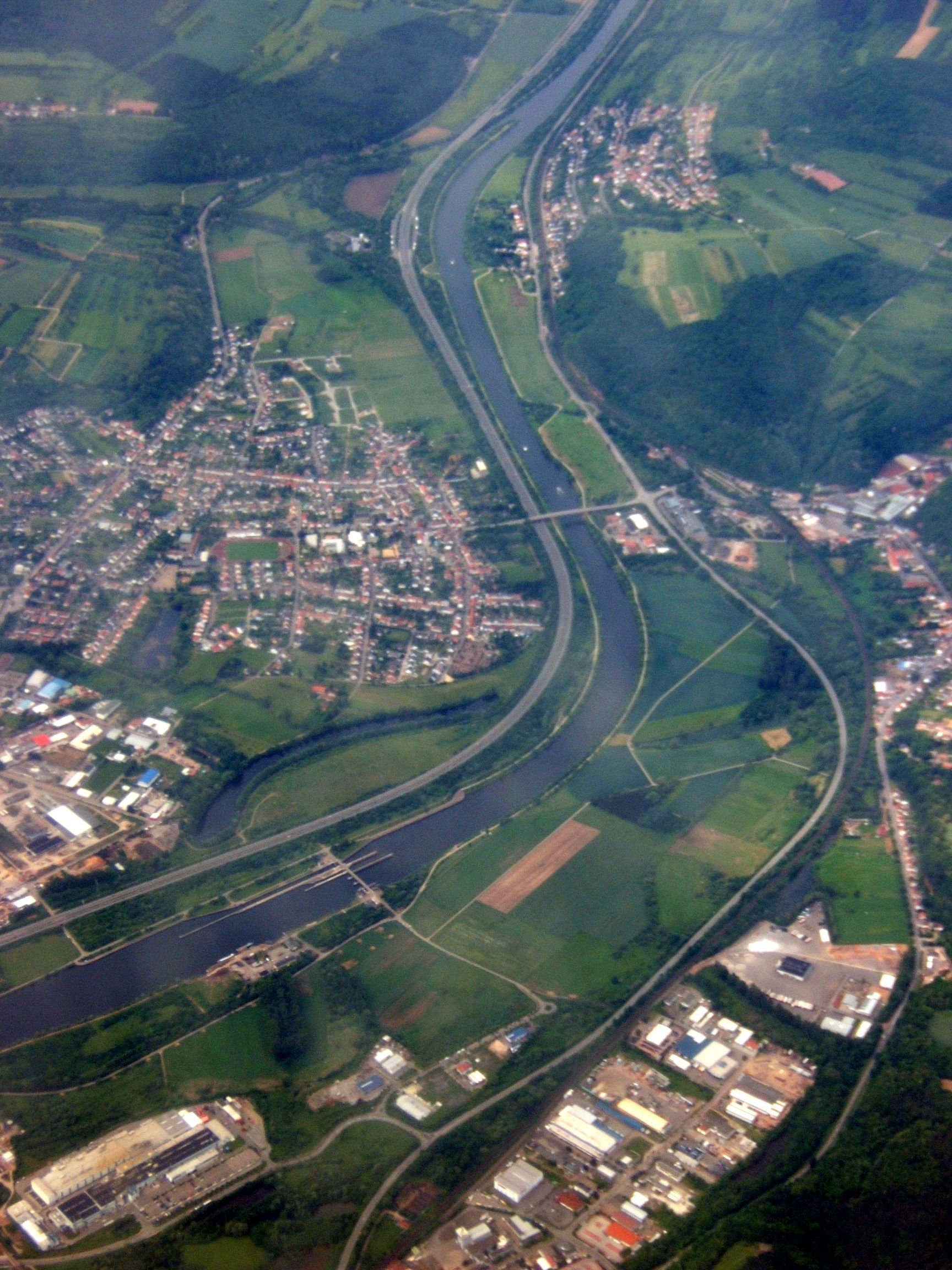
Rehlingen (links)

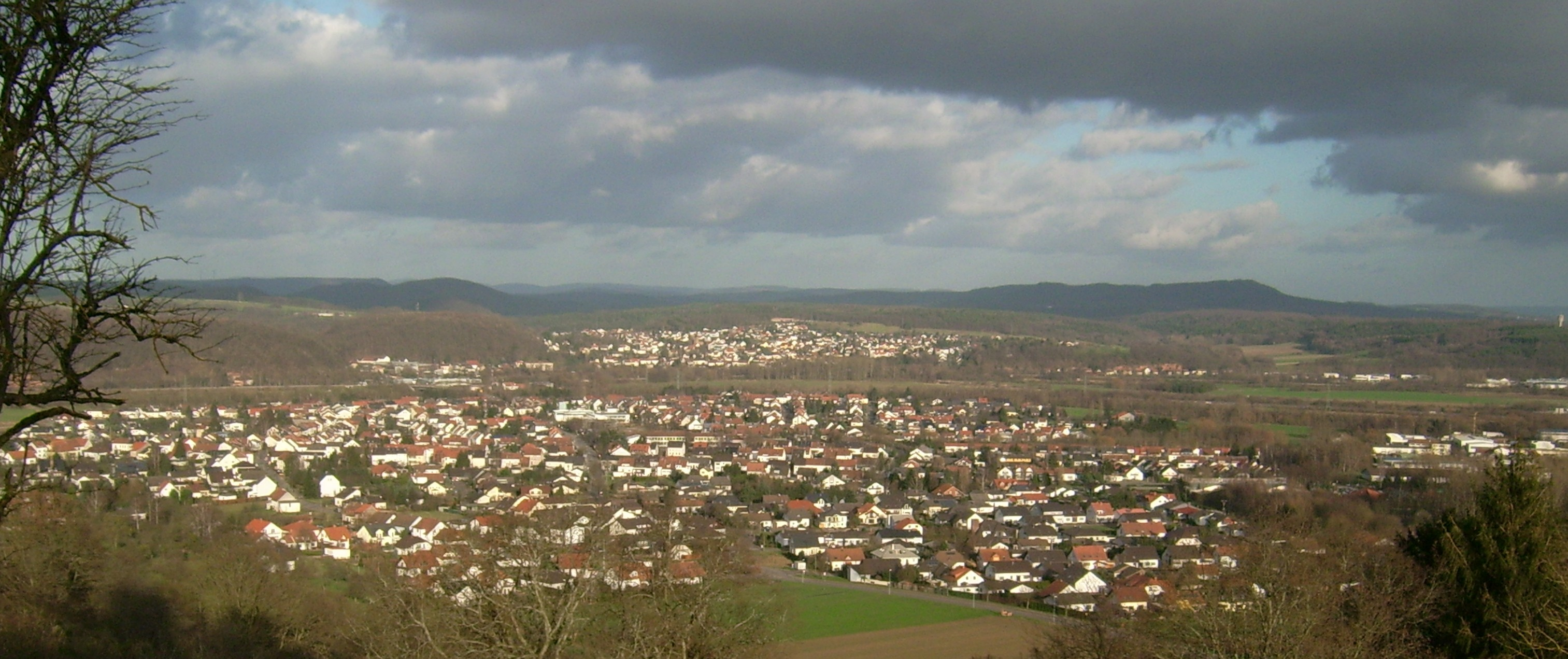
Blick auf Rehlingen

Rehlingen-Siersburg ist eine Gemeinde im Landkreis Saarlouis (Saarland) mit über 14.000 Einwohnern in zehn Ortsteilen.
Sie entstand 1974 im Zuge der Gebiets- und Verwaltungsreform aus der bis dahin selbständigen Gemeinde Rehlingen und den neun Gemeinden des Amtsbezirkes Siersburg.

## Geographie

### Lage
Rehlingen befindet sich an der Saar, Siersburg liegt an der Nied, die übrigen Ortsteile befinden sich teils auf dem Gau (Saargau), teils im Tal der Nied, eines linksseitigen Nebenflusses der Saar. Im Westen grenzt Rehlingen-Siersburg an Frankreich, im Norden an den Landkreis Merzig-Wadern, im Osten an die Stadt Dillingen/Saar, im Süden an die Gemeinde Wallerfangen.

### Gemeindebezirke
- Biringen
- Eimersdorf
- Fremersdorf
- Fürweiler
- Gerlfangen
- Hemmersdorf
- Niedaltdorf
- Oberesch
- Rehlingen
- Siersburg

## Geschichte
Am 1. Januar 1974 wurden die Gemeinden Biringen, Eimersdorf, Fremersdorf, Fürweiler, Gerlfangen, Hemmersdorf, Niedaltdorf, Oberesch, Rehlingen und Siersburg zu einer neuen Gemeinde zusammengeschlossen. Diese erhielt zunächst den Namen Rehlingen. Später wurde sie in Rehlingen-Siersburg umbenannt.
Im Mai 2014 wurde Johannes Guittienne posthum zum ersten Ehrenbürger von Rehlingen-Siersburg ernannt.

## Politik
Am 23. September 2008 erhielt die Gemeinde den von der Bundesregierung verliehenen Titel „Ort der Vielfalt“.

### Gemeinderat
Der Gemeinderat mit 33 Sitzen setzt sich nach der Kommunalwahl vom 9. Juni 2024 wie folgt zusammen:
- SPD: 14 Sitze (−2)
- CDU: 11 Sitze (−1)
- AfD: 4 Sitze (+4)
- GRÜNE: 1 Sitz (−3)
- FREIE WÄHLER: 3 Sitze (+3)
- FDP: k. A. (−1)

### Bürgermeister
- 1974–1984: Ewald Bauer, CDU
- 1984–1991: Werner Raber, SPD
- 1991–2018[6]: Martin Silvanus, SPD
- 2018–2021: Ralf Collmann, parteilos
- 2021–: Joshua Pawlak, SPD[7]

### Partnerschaft
- Bouzonville (dt. Busendorf, Frankreich) seit 1979

## Kultur und Sehenswürdigkeiten

### Sehenswürdigkeiten
- Schloss Fremersdorf
- Burganlage Siersburg
- Niedaltdorfer Tropfsteinhöhle
- Lothringer Häuser und Schlösser in verschiedenen Ortsteilen
- Niedtal
- Saargau
- Druidenpfad
- Burg Esch

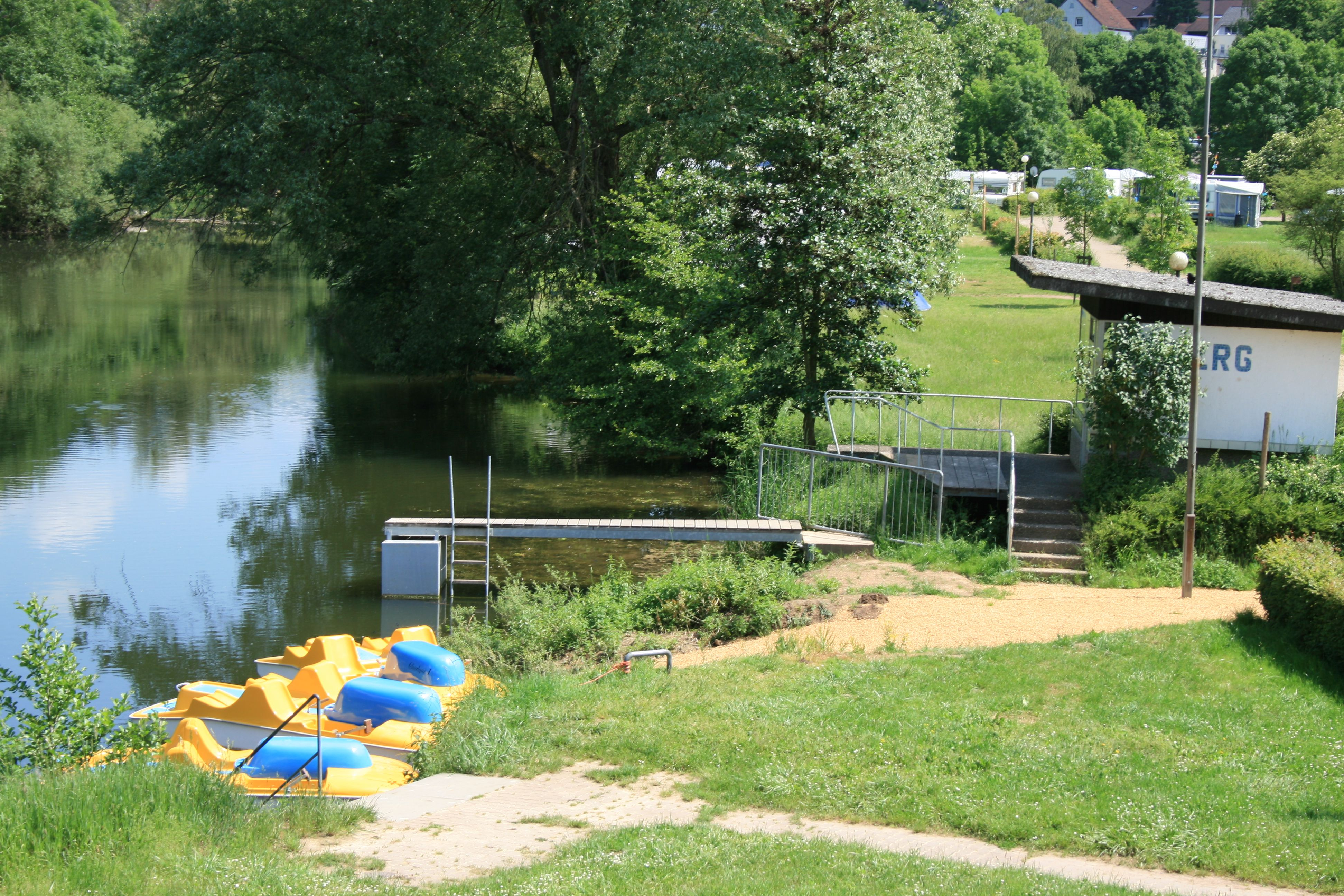
Nied am Campingplatz Siersburg mit Tretbootverleih
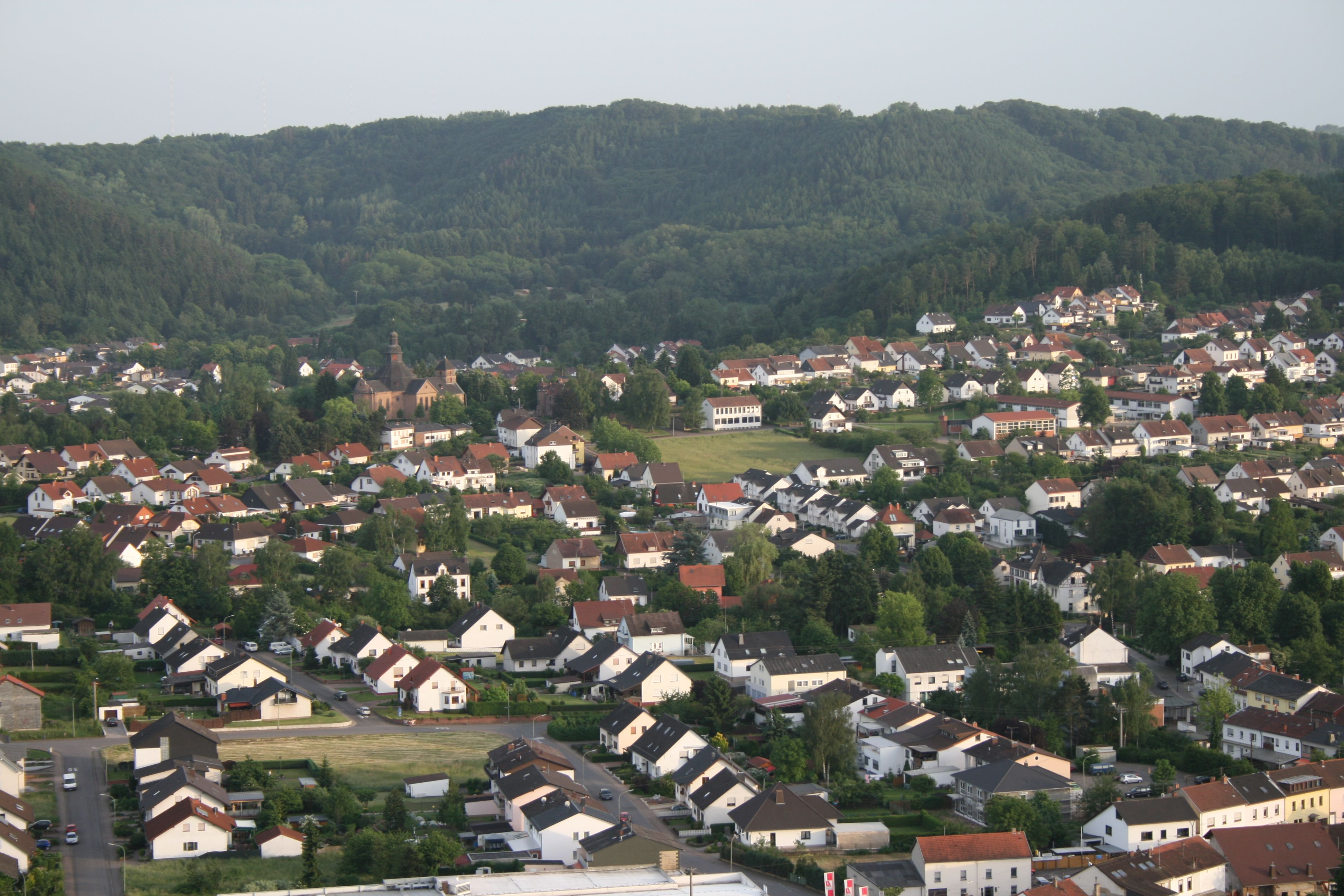
Ortsteil Büren in Siersburg
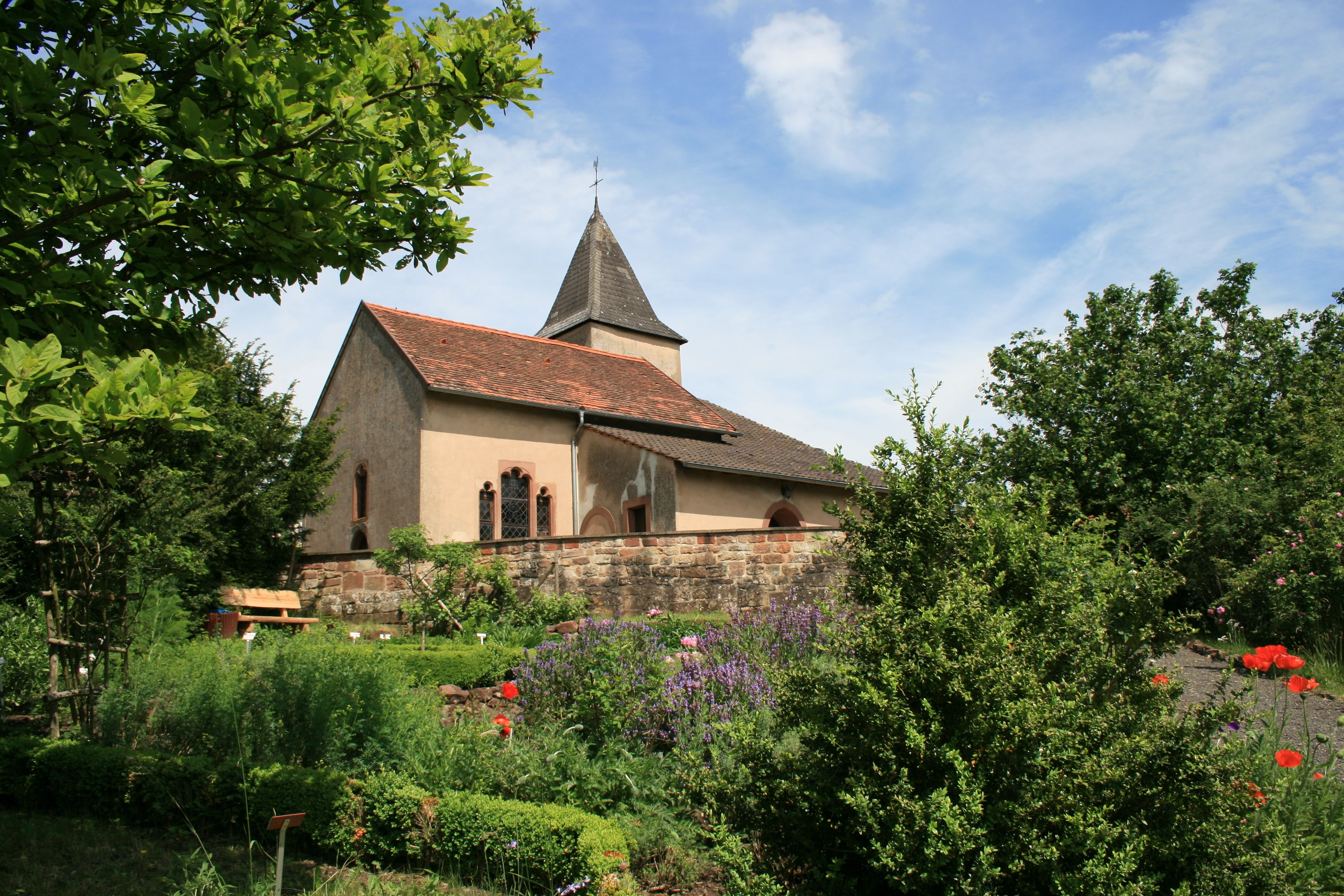
St. Willibrordus Kapelle mit Kräutergarten in Siersdorf

## Verkehr
In den Ortsteilen Siersburg, Hemmersdorf und Niedaltdorf befinden sich Haltepunkte der Niedtalbahn. Nach dem Ortsteil Fremersdorf ist ein Haltepunkt auf der Saarstrecke benannt, der jedoch auf dem Gebiet der benachbarten Stadt Merzig liegt und durch eine Fußgängerbrücke über die Saar mit Fremersdorf verbunden ist.
Zahlreiche saarländische Landesstraßen 1. und 2. Ordnung führen nach und durch Rehlingen-Siersburg.
Über die Bundesautobahn 8 besteht Anschluss ans überregionale Straßennetz.
Die Anschlussstelle Rehlingen liegt zwischen den Anschlussstellen Merzig im Norden und Dillingen-Mitte im Süden.
Der 23 Kilometer lange Niedtal-Radweg führt von der Saar bei Rehlingen über Siersburg nach Frankreich und über Niedaltdorf wieder zurück.

## Bildung

### Kindertageseinrichtungen
- Kath. Kinderhaus St. Nikolaus Rehlingen
- Kath. Kindertageseinrichtung St. Martin Siersburg
- Kath. Kindertageseinrichtung St. Willibrord Siersburg
- Kath. Kindertageseinrichtung St. Mauritius Fremersdorf
- Kath. Kindertageseinrichtung St. Konrad Hemmersdorf
- AWO Kinderhaus Sonnenschein Rehlingen
- AWO Kinderhaus Gerlfangen[8]

### Grundschulen
- Niedschule Hemmersdorf
- Grundschule Rehlingen
- Grundschule Siersburg

### Gemeinschaftsschule
- Lothar-Kahn-Schule Rehlingen

## Persönlichkeiten
- Fulbert Steffensky (* 7. Juli 1933 in Rehlingen), deutscher Theologe und Ehemann von Dorothee Sölle